# Iskra (sastav)
Iskra je kanadski black metal/crust punk sastav iz Victorije. 

## O sastavu
Osnovan je 2002. godine, te svojom glazbom i radom djeluje kao dio anarho punk pokreta koji su krajem 1970-ih i 1980-ih pokrenuli sastavi poput Crassa, Amebixa, Antisecta i Conflicta. Kombinirajući elemente black metala s crust punkom, smatraju da su stvorili vlastiti žanr "blackened crust". 
U svojim tekstovima bave se temama koje su često povezane s anarho punkom kao što su kritika vlade, rat, ekonomija, antikapitalizam, socijalni problemi poput homofobije, seksizma, rasizma, te problema s kojima se suočavaju autohtoni narodi. 
Uz nekoliko split albuma i EP, do sada su objavili tri studijska albuma, Iskra 2004. godine, Bureval 2009., te zasada posljednji Ruins 2015. godine.

## Članovi sastava
Trenutačna postava
- Nick Edwards "Wolf" - gitara (2002-danas)
- Cody Troyler - bubnjevi (2009.-danas)
- Danielle - vokal (2009.-danas)
- Anatol Anton - gitara 2011.-danas)

Bivši članovi
- Calvert - bubnjevi (2002. – 2003.)
- Nick Engwer - gitara (2002. – 2008.)
- Scott - vokal (2002. – 2008.)
- Devin - bas-gitara (2003. – 2011.)
- Jasper Van Der Veen - bubnjevi (2003. – 2004.)
- Sean - vokal (2003. – 2004., 2004. – 2005.)
- Jesse - bubnjevi (2004. – 2008.)
- Megan - vokal (2005.)
- Mel - vokal (2006. – 2008.)
- J.P. - bas gitara (2011. – 2015.)

## Diskografija
Studijski albumi
- Iskra (2004.)
- Bureval (2009.)
- Ruins (2015.)

Split albumi
- Iskra / Mankillsman (2004.)
- Bring the War Home (Iskra / Against Empire) (2006.)
- Iskra / Self Rule (2007.)
- Iskra / Doom Siren (2011.)
- Ash and Ruin / Iskra (2013.)

EP
- The Terrorist Act EP (2006.)

Kompilacije
- Fucking Scum (2004.)
- Selected Works (2007.)

## Vanjske poveznice
- Službena stranica  Arhivirana inačica izvorne stranice od 8. veljače 2017. (Wayback Machine)